# Urduliz Futbol Taldea
Urduliz Futbol Taldea es un equipo de fútbol español localizado en Urdúliz, Vizcaya. Fundado en 1996 actualmente milita en Tercera División RFEF – Grupo 4. Disputa sus partidos como local en Iparralde, con una capacidad de 2000 espectadores.

## Historia
Fundado en 1996, Urduliz disputó la séptima y sexta categoría del fútbol español hasta 2014, cuando el equipo ganó la Preferente y logró el ascenso a División de Honor.El 27 de mayo de 2019, el club consiguió el ascenso a Tercera División por primera vez.
En la temporada 2020-21, el club logró jugar los play-offs de ascenso a Segunda División B, pero perdieron contra Sestao River.

## Temporadas
| Temporada | Categoría | División    | Posición | Copa del Rey |
| --------- | --------- | ----------- | -------- | ------------ |
| 1996–97   | 7         | 2ª Terr.    | 6.°      |              |
| 1997–98   | 7         | 2ª Terr.    | 2.°      |              |
| 1998–99   | 7         | 2ª Terr.    | 2.°      |              |
| 1999–2000 | 7         | 2ª Terr.    | 2.°      |              |
| 2000–01   | 6         | 1ª Terr.    | 4.°      |              |
| 2001–02   | 6         | 1ª Terr.    | 9.°      |              |
| 2002–03   | 7         | 1ª Terr.    | 5.°      |              |
| 2003–04   | 7         | 1ª Terr.    | 6.°      |              |
| 2004–05   | 7         | 1ª Terr.    | 9.°      |              |
| 2005–06   | 7         | 1ª Terr.    | 2.°      |              |
| 2006–07   | 6         | Pref. Terr. | 12.°     |              |
| 2007–08   | 6         | Pref. Terr. | 16.°     |              |
| 2008–09   | 7         | 1ª Terr.    | 3.°      |              |
| 2009–10   | 7         | 1ª Terr.    | 1.°      |              |
| 2010–11   | 6         | Pref. Terr. | 13.°     |              |
| 2011–12   | 6         | Pref. Terr. | 14.°     |              |
| 2012–13   | 6         | Pref. Terr. | 6.°      |              |
| 2013–14   | 6         | Pref. Terr. | 1.°      |              |
| 2014–15   | 5         | Div. Hon.   | 12.°     |              |
| 2015–16   | 5         | Div. Hon.   | 11.°     |              |

| Temporada | Categoría | División  | Posición | Copa del Rey |
| --------- | --------- | --------- | -------- | ------------ |
| 2016–17   | 5         | Div. Hon. | 10.°     |              |
| 2017–18   | 5         | Div. Hon. | 5.°      |              |
| 2018–19   | 5         | Div. Hon. | 1.°      |              |
| 2019–20   | 4         | 3ª        | 16.°     |              |
| 2020–21   | 4         | 3ª        | 2.°      |              |
| 2021–22   | 5         | 3ª RFEF   |          |              |

- 2 temporadas en Tercera División
- 1 temporada en Tercera División RFEF